# Порт-Гоуп (Онтаріо)
Порт-Гоп (англ. Port Hope) — муніципалітет у південному Онтаріо, Канада, приблизно в 109 км на схід від Торонто і приблизно в 159 км на захід від Кінґстона. Він розташований у гирлі річки Ґанараска на північному березі озера Онтаріо, у західній частині округу Нортамберленд. З 1868 року в муніципалітеті розташована школа Триніті-коледж. Мер міста -  Myroslava Movchan (Мирослава Мовчан)

## Історія
Народ каюґів, який входить до Конфедерації ірокезів, мігрував до місцевості, в якій нині розташований Порт-Гоп, зі штату Нью-Йорк у 1779 році, зазнавши великих втрат на своїй батьківщині в штаті Нью-Йорк під час Американської революції, оскільки вважався союзним до британської корони. 
У 1793 році лоялісти Об'єднаної імперії стали першими нащадками європейців, що постійно оселились у Порт-Гоп, який вони назвали Сміт-Крік на честь колишнього торговця хутром. На рубежі століть тут розвивалися млини та міська забудова. Після війни 1812 року адміністрація намагалася притягнути більше британських поселенців, і для цього було вирішено знайти кращу назву поселенню. За якийсь час воно було перейменоване в 1817 році на Порт-Гоп, на честь містечка Гоп, частиною якого воно було, і яке, у свою чергу, було назване на честь полковника Генрі Гопа, лейтенант-губернатора провінції Квебек. Поштовий відділок датується 1820 р.. У 1834 році Порт-Гоп був інкопорований як місто (town).
Через те, що з 1881 до 1951 року місто розросталось доволі повільно, значна частина оригінальної архітектури міста не була знесена і історичне середовище має давнє лице. Центр міста Порт-Гоп відзначається зараз як найкраще збережений вуличний пейзаж 19-го століття в провінції Онтаріо. Місцеве відділення Архітектурного заповідника Онтаріо та Консультативний комітет Heritage Port Hope дуже активні та консультують з питань реставрації та збереження архітектурно чи історично значущих будівель. Маючи понад 270 будівель, віднесених до об'єктів історичної спадщини, по всьому муніципалітету, Порт-Гоп має вищий рівень збереженості на душу населення, ніж будь-яке інше містечко чи місто в Канаді. Підприємства в центрі міста дотримуються обмежень, встановлених муніципалітетом, щоб зберегти унікальний характер міста.
1 січня 2001 року початкове місто об'єдналося з містечком Гоп, щоб утворити муніципалітет Порт-Гоп і Гоп, який у листопаді того ж року було перейменовано на поточну назву. До об'єднання обох містечок перепис населення показав 11 718 у місті, тоді як у селищі було 3 877.
Фільм жахів 2017 року «Воно» та його продовження 2019 року « Воно: Частина друга» були зняті в Порт-Гопі, де зображено вигадане місто Деррі, штат Мен.

### Радіація та очищення
Порт-Гоп відомий тим, що має найбільший обсяг історичних низькоактивних радіоактивних відходів у Канаді. Ці відходи спочатку були створені компанією Eldorado Mining and Refining Limited та її попередниками в приватному секторі в результаті рафінування радію з уранініту. Радій використовувався в радіолюмінесцентній фарбі (наприклад, циферблати літаків) і в ранньому лікуванні раку. Пізніше завод Ельдорадо виробляв експоненціально більше оксидів урану, які були використані в Мангеттенському проєкті створення першої ядерної зброї. Він продовжує виробляти уранове паливо для атомних електростанцій, які тепер належать Cameco.
У 2002 році велика кількість забрудненого ґрунту була вивезена з прибережних зон. Зовсім недавно розпочалася програма тестування понад 5000 об'єктів, з планом видалення та зберігання забрудненого ґрунту у відвалах. Очікується, що понад мільярд доларів буде витрачено на проект рекультивації ґрунтів, найбільшого такого очищення в історії Канади. Планується, що ця робота буде завершена в 2022 році.

## Географія

### Спільноти
Крім власне міста Порт-Гоп, муніципалітет Порт-Гоп включає в себе ряд сіл і селищ, включаючи Кемпбелкрофт, Кантон, Дейл, Девідсон-Корнерс (частково), Декер-Голлов (місто-привид), Елізабетвілл, Ґарден-Гілл, Ноксвілл, Морріш, Осака, Перрітаун, Порт-Брітейн, Россмаунт (частково), Тінкервілль, Томстаун, Велком, Веслівілл і Зайон.

### Клімат
Порт-Гоп має вологий континентальний клімат (Dfb) з теплим літом і холодною зимою.

## Демографічні показники
Згідно з переписом населення 2021 року, проведеним Статистичним бюро Канади, Порт-Гоп мав населенняf 17294, що проживало в 7318 домогосподарств 7607.

### Розподіл за першою мовою
- Англійська як перша мова: 94,7 %
- Французька як перша мова: 1,0 %
- Англійська та французька як перша мова: 0 %
- Інша мова: 4,3 %

## Економіка
| Компанія               | Співробітники |
| ---------------------- | ------------- |
| CPK Interior Products  | 403           |
| Корпорація Cameco      | 390           |
| ESCO                   | 157           |
| Cameco Fuel Services   | 140           |
| Akzo Nobel             | 78            |
| Standard Auto Wreckers | 60            |
| Disk Tooling           | 40            |
| Curtis Chicks          | 32            |
| Unitrak                | 21            |
| Port Hope Patterns     | 12            |

Центр міста Порт-Гоп пропонує магазини та історичну головну вулицю. Порт-Гоп обслуговується залізничною станцією Via Rail. У ньому є медичний центр, амбулаторія та громадський оздоровчий центр. З 1878 року має власну щоденну газету Port Hope Evening Guide, яка до 2007 року входила до мережі Osprey Media, а згодом — до організації Sun Media ; у 2009 році газета була об'єднана з Cobourg Daily Star і перейменована в Northumberland Today.com. У листопаді 2017 року газета закрилась у ході масштабного закриття багатьох місцевих громадських газет по всій провінції Онтаріо. Стратегічний план економічного розвитку Порт-Гоп має на меті збільшити зростання робочих місць принаймні так само швидко, як зростання населення. У місті є різноманітні галузі промисловості.

## Мистецтво і культура

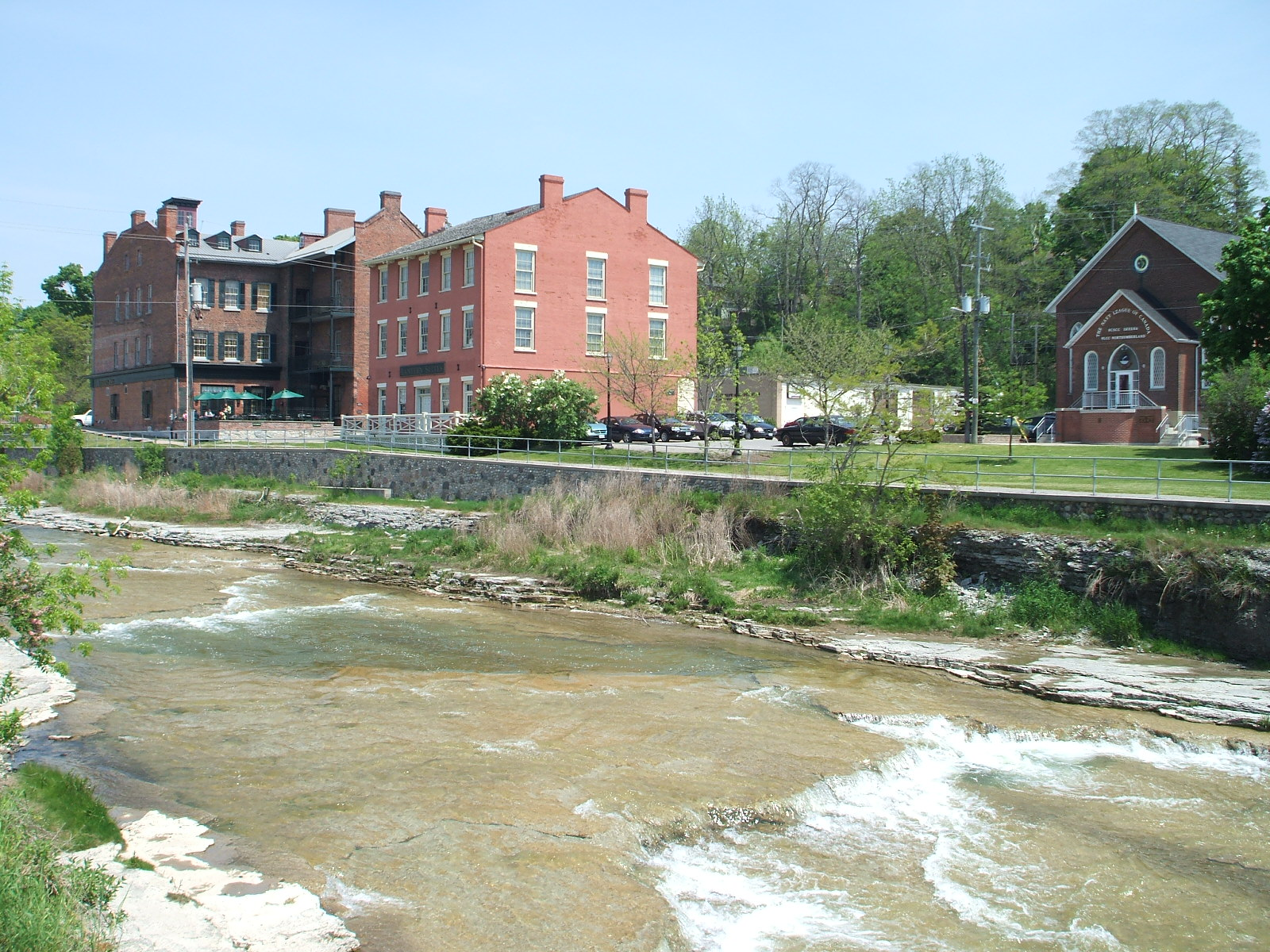
Річка Ґанараска в Порт-Гопі

Річка Ґанараска (з ніжністю відома як «Ґанні») добре відома місцевим рибалкам щорічними гонами лосося та форелі. Річка спричинила багато історичних повеней, остання з яких сталася 21–22 березня 1980 року. Кожного квітня, починаючи з 2020 року, Порт-Гоп відзначає повінь десятикілометровою річковою гонкою «Float Your Fanny Down the Ganny». «Учасники варіюються від серйозних веслувальників, які плавають по холодній, швидкоплинній воді на байдарках і каное, до дуже розважальних „божевільних“ веслувальників, які плавають по річці на будь-яких підручних засобах, намагаючись досягти фінішу». Через пандемію COVID-19 захід було скасовано у 2020 та 2021 роках, що сталося вперше з моменту його заснування.

## Розваги
Театр «Капітолій» — останній діючий атмосферний театр Канади. Головна глядацька зала театру стилізована під відкритий середньовічний внутрішній дворик, де на стелю проектується перекочування хмар. У 2004—2005 роках місто витратило понад три мільйони доларів на реконструкцію та модернізацію театру.
Муніципалітет Порт-Гоп є домом для багатьох культурних пам'яток і подій, зокрема:
- Float Your Fanny Down the Ganny—водні перегони, присвячені повені річки Ганараска в 1980 році[18]
- Лісовий центр «Ґанараска».
- Канадський музей пожежників[19]
- Яхт-клуб Порт-Гопа
- Фестивальний театр Порт-Гоп у театрі Капітолій
- La Jeunesse Youth Orchestra[20] (3 концерти на рік)
- Осінній сільськогосподарський ярмарок Порт-Гопа та району
- Всеканадський джазовий фестиваль
- Фермерський ринок Порт-Гопа (з травня по жовтень)[21]
- Парад Різдва і Санта-Клауса Порт-Гопа (включає фестиваль ялинок, прогулянку при свічках до меморіального парку та спів колядок)
- Port Hope Drive-In (побудований у 1952 році, він є одним з найстаріших канадських Drive-In, які все ще діють)
- Щорічна екскурсія будинками Товариства охорони памяток Онтаріо, екскурсія садом, а також аукціон антикваріату та артефактів
- Будинок-музей Дороті в Порт-Гоп та районному історичному товаристві
- Архів Порт-Гоп[22]
- Друзі села Веслівілл
- Пляжі:
</br> West Beach (парковка в кінці Марш-стріт)
</br> Іст-Біч (парковка внизу Кінг-стріт на Медісон-стріт)
- Прибережна стежка Порт-Гоп[23]
- Заміський гольф-клуб Порт-Гоп[24]

## Інфраструктура

### Перевезення
Шосе 401 проходить через північний кінець Порт-Гопа з виїздами на Каунті-роуд 2/Торонто-роуд (461) і шосе 28/Онтаріо-стріт (464).
Port Hope Transit надає місцеві автобусні перевезення, а VIA Rail — пасажирські перевезення від залізничної станції Port Hope вздовж коридору Торонто-Монреаль. Станція була побудована в 1856 році для Великої магістральної залізниці, а пізніше CN Rail. Відреставрована у 1985 році. 
Прогулянкові катери пришвартовуються біля підніжжя Джон-стріт на Гейворд-стріт і спільно використовують приміщення з Cameco, яке має причали для вантажних суден, що обслуговують свої виробничі потужності в гирлі річки Ґанараска.

## Освіта
Державна освіта в Порт-Гопі знаходиться під керівництвом шкільної ради округу Каварта-Пайн-Рідж, а католицька освіта — під керівництвом шкільної ради католицького округу Пітерборо Вікторія Нортамберленд і Кларінґтон.

### Початкові школи
- Початкова школа Св. Антонія, католицька JK–8
- Державна школа Ґанараска-Трейл, Громадська JK–6
- Центральна школа North Hope, Public JK–6
- Державна школа Беатріс Стронґ, Державна JK–6

### Середні школи
- Середня школа Порт-Гоп c. 1871, Public Gr 9-12 — відкрита в 1853 році як гімназія Порт-Гоп[25]
- Старша державна школа доктора MS Hawkins, державна група 7–8 (та сама будівля, що й середня школа Порт-Гоп)
- Програма переходу учнів середньої школи Порт-Гоп на роботу (SWOT Campus), державний 9–12 класи
- Школа Трініті-Коледж, приватна група 5–12
- Академія Discovery, Міжнародний кампус (не активний)

## Відомі люди
- Девід Блеквуд, художник.[26]
- Лью Кірн, піонер управління продуктивністю додатків, засновник Wily Technology і New Relic.
- Вільям Генрі Дрейпер, юрист, суддя і політик.
- Сью Ґарднер, виконавчий директор Фонду Вікімедіа.[27]
- Джей Джей Гаґерман, залізничний і гірничий магнат Колорадо, який став одним із засновників Нью-Мексико.
- Вільям Леонард Гант («Великий Фаріні»), артист.
- Арчібальд Кемерон Макдонелл, командир 1- ї канадської дивізії під час Першої світової війни.
- Чарльз Вінсент Мессі, перший генерал- губернатор Канади канадського походження.
- Клер Моват, письменниця.
- Фарлі Моват, охоронець природи і письменник.
- Денніс О'Браєн, хокеїст НХЛ.
- Шейн О'Браєн, хокеїст НХЛ.
- Кел Квантрілл, гравець Вищої бейсболистки.
- Пол Куантрілл, гравець Вищої бейсболистки.
- Джим Робертс, хокеїст НХЛ.[28]
- Вейд Ровленд, письменник і журналіст.
- Джозеф М. Скрівен, автор гімну " Який у нас друг в Ісусі ".
- Вільям Сімс, адмірал ВМС США, удостоєний Пулітцерівської премії з історії 1921 року.
- Рон Сміт, хокеїст НХЛ.
- Амброз Томас Стентон, головний лікар британських колоній. Народився в Кендалі і навчався у середній школі Порт-Гоп.[29]
- Пол Тербенче, хокеїст НХЛ.[30]
- Артур Трефусіс Генідж Вільямс, політик.
- Генерал-майор Артур Віктор Сеймур Вільямс.